# 永原裕子
永原 裕子（ながはら ひろこ、1952年 - ）は、日本の鉱物学者。学位は、理学博士（東京大学・1983年）。東京大学大学院理学系研究科教授などを歴任。2001年猿橋賞受賞。2016年紫綬褒章受章。東京大学名誉教授、東京工業大学地球生命研究所フェロー。

## 来歴
1952年、東京都生まれ。1970年3月、早稲田大学理工学部資源工学科卒業、1976年3月、早稲田大学大学院理工学研究科修士課程修了、1980年3月、東京大学大学院理学系研究科修士課程修了、1983年3月、東京大学大学院理学系研究科博士課程修了（理学博士）。1983年4月、日本学術振興会奨励研究員、1984年5月、東京大学理学部助手、1991年3月 - 1992年2月、カーネギー地球物理研究所研究員、1992年12月、東京大学大学院理学系研究科助教授、2001年7月、同研究科教授。
2001年、猿橋賞を受賞。2013年、日本鉱物科学会賞を受賞。2015年、J・ローレンス・スミス・メダルを日本人で初めて授与される。2016年、紫綬褒章を受章、2018年日本地球惑星科学連合フェロー。